# 托梅·皮雷斯
（1465年?—1524年或1540年），澳門譯為道咩卑利士，是葡萄牙药剂师、作家、水手和財政大臣，是中国明朝以来，首位进入中国的西方使者。

## 生平
皮雷斯原是里斯本的药剂师，对药品和香料深有研究。葡萄牙佔領馬六甲後，他在1512至1515年於馬六甲居留。他是首批到達東南亞的歐洲人之一。他在印度和東印度群島艱苦經歷以後，他第一次正式率領歐洲國家的使團到中國，時為明代正德皇帝。
1455年至1495年期間，皮雷資是命運多舛的葡萄牙國王約翰二世的兒子阿豐索王子的藥劑師。1511年9月，他在印度投資藥品，是當時通常被稱為「香料貿易」的一種重要的東方商品。在馬六甲和科欽，他如飢似渴地收集有關馬來印尼地區的資料，並造訪了爪哇和蘇門答臘（現代印尼的兩個主要島嶼）和馬魯古。
1512年，葡萄牙占领馬六甲，他隨即启程来到东方。1516年，葡萄牙國王曼努埃爾向中國正德皇帝派遣使團，皮雷斯隨費爾南·佩雷茲·德·安德拉德艦隊去廣州。1517年，他與假馬六甲使者、翻譯火者亞三随船来到广州近海，向中国明朝政府要求建立关系。1518年，他获准在广州登陆，不久抵达南京，經賄賂寵臣江彬後获得正在南巡的明武宗的接见，然后随武宗来到北京。1521年，武宗驾崩，中葡爆发屯门海战，皮雷斯被明世宗下令押解到广州听候处置。嘉靖三年（1524）五月因病死于广州监狱，也有些記載說他在江蘇住到1540年並死於江蘇。

## 東方志
皮雷斯在馬來－印尼地區遊歷以後，他寫了一部關於對亞洲貿易的里程碑式著作《東方志：從紅海到中國》（Suma Oriental que trata do Mar Roxo até aos Chins）。他在1512年和1515年間在馬六甲和印度寫了這本書，它在阿方索·德·阿尔布克尔克（1515年）死前完成。
它是歐洲第一部介紹馬來亞以及最古老和最廣泛的描述葡屬東方的著作。它是多種資料的彙編：歷史、地理、人種學、植物學、經濟、商業等，包括硬幣和度量衡。皮雷斯仔細調查與他所接觸的商人、水手和其他人，準確地收集信息。這表明他是一位敏銳的觀察者，儘管他的文筆散亂，但已優於同時期的其他葡萄牙語作家。整本書的措辭像是一本呈給葡萄牙王曼努埃爾的報告，也許是他離開了里斯本以後他所要履行的承諾。這本書被視為最一絲不苟的，研究那時候東印度群島的地理和貿易的一手資料，包括研究當時的伊斯蘭教在印尼的最重要資料之一。雖然它在細節上不能確保完全準確，可是它在時間的證據上非常一致，沒有根本上的錯誤陳述。同時期的作者較知名的有杜阿爾特·巴博薩（Duarte Barbosa）和加西亞·迪奧爾塔（Garcia de Orta）。
《東方志》未被發表，推測已經在檔案館中丟失了。直到1944年才尋回，當中還包括第一批關於香料群島、馬魯古的班達的歐洲書面資料。《東方志》在1944年由哈克魯特協會（Hakluyt Society）出版，但已非皮雷斯的原稿。

## 印度德里蘇丹國
皮雷斯記載關於在印度德里的莫臥兒穆斯林和1512-1515年之間的馬六甲蘇丹國。講述了在東南亞的港口和貿易活動。他與各群體交流，特別是航海家、商家和行政人員。他是最早的歐洲作家寫關於印度東部的沿海城市，關於過去的印度的資料非常有趣。他提到葡萄牙帆船搭載了阿比西尼亞奴隸，他還講述在奧里薩邦和特里普拉邦的印度教王國，也介紹了孟加拉的首都。
皮雷斯記載關於乌木海岸、馬拉巴爾和港口默蘇利珀德姆的貿易只涉及鹽、辣椒和供藥物治療用的鴉片交易。來自孟加拉的布質量非常高，需求因此大增。
皮雷資的旅行手稿提到他參觀了錫蘭幾個泰米爾城市，包括加勒、內貢博、Chilaw、Tenavarque和Tenavarai的著名寺廟建築群。

## 馬六甲蘇丹國1402 – 1511
據皮雷斯記載：
馬六甲蘇丹國的創始人是巨港王子拜里米蘇拉。巨港是室利佛逝王國的中心，著名的夏連特拉王國後裔。
1377年，拜里米蘇拉征服了室利佛逝和滿者伯夷，然後娶了東爪哇的滿者伯夷公主。
拜里米蘇拉拒絕向滿者伯夷進貢，並宣布獨立。他逃離時，滿者伯夷軍隊攻擊並摧毀了巨港。
在淡馬錫，拜里米蘇拉殺害暹羅政府的代表Tamagi。
1398攻擊淡馬錫的阿瑜陀耶政府，拜里米蘇拉逃往麻坡和Bertam。
1400年，海人（Orang Laut）成為拜里米蘇拉的隨從，馬六甲政府終於成立。

## 紀念
在澳門提督馬路和高士德大馬路附近，設有街道「道咩卑利士圍」（Patio de Tomé Pires）、「道咩卑利士里」（Beco de Tomé Pires）及「道咩卑利士街」（Rua de Tomé Pires）來紀念皮雷斯。

## 參看
- 屯門海戰
- 火者亞三
- 江彬